# Yaser Abdel Said
 (septembre 2019).
Yaser Abdel Said (en arabe : ياسر عبد السيد; né le 27 janvier 1957) est un égyptien-américain accusé du meurtre de ses deux filles adolescentes à Irving, au Texas. Il a échappé à la police entre le 1er janvier 2008 et le 26 août 2020. En 2014, il a été ajouté à la liste des dix fugitifs les plus recherchés par le FBI. 

## Antécédents familiaux
Yaser est né dans le Sinaï en Egypte. Il immigre aux États-Unis en 1983 avec un visa étudiant. En 1987, alors âgé de 30 ans, il épouse Patricia "Tissie" Owens âgée de 15 ans. Ils ont ensemble deux filles, Amina née en 1989 et Sarah née en 1990, et un fils, Islam Said né en 1988.
Amina et Sarah ont rapporté à plusieurs reprises des abus physiques et sexuels de la part de leur père à des amis ou de la famille.

## Meurtres
En décembre 2007, Amina et Sarah décident de fuir avec leur mère Patricia à Tulsa, dans l'Oklahoma, où le petit ami d'Amina, Joseph Moreno, a des proches.  Yaser inonde alors d'appels sa femme pour la convaincre de revenir avec leurs filles, initialement réticente, Patricia finit par accepter. Quand Patricia en parle à ses filles, Sarah accepte de rentrer à contrecœur mais Amina refuse et part se réfugier chez des amis. Patricia la retrouve et finit par la convaincre que Yaser leur a pardonné et qu'elles peuvent rentrer.
Le 1er janvier 2008, Yaser emmène Amina et Sarah dans la compagnie de taxi où il travaille, il embrasse ses filles et leur dit qu'il les emmène déjeuner dehors. Patricia voulait venir, mais Yaser lui dit qu'il veut parler aux filles en tête à tête. Il les conduit ensuite toutes les deux à Irving, où il leur aurait tiré dessus à l'arrière du taxi. Amina, alors âgée de 18 ans meurt sur le coup, alors que Sarah, 17 ans, a le temps d'appeler le 911 avant de mourir. Son appel, où on l'entend crier "Au secours, mon père m'a tiré dessus ! Je meurs, je meurs" a été enregistré. 
Le taxi de Yaser a été rapidement découvert par un autre chauffeur sur le parking d'un hôtel, mais Yaser a disparu.
Yaser Saïd, qui aurait abusé sexuellement et violenté ses filles pendant des années, les aurait assassinées, avec la complicité de sa famille, parce qu'il leur reprochait de devenir trop américaines, et notamment parce que Amina, l'ainée, avait un petit ami non musulman.

## Fuite, arrestations et jugements
Après sa disparition, un chauffeur de taxi a déclaré qu'il aurait pu voir Yaser conduire un taxi à l'aéroport de Newark. Certaines personnes disent également avoir vu Yaser conduire une vieille Mercedes de couleur claire ou champagne et travailler comme chauffeur de taxi en 2014 à New York. Le 4 décembre 2014, Yaser a été ajouté à la liste des dix fugitifs les plus recherchés du FBI avec une récompense de 100 000 dollars pour toute information conduisant à son arrestation.
Le 14 août 2017, un employé du complexe d'appartements tenu par le fils de Yaser, Islam Said, rapporte avoir vu un homme correspondant à la description de Yaser dans l'appartement de Said. A l'arrivée des enquêteurs, l'appartement est vide mais il y a des traces de fuite et de l'ADN correspondant probablement au père de Sarah et Amina est retrouvé . 
Le 26 août 2020, 12 ans après sa disparition, il est finalement arrêté à Justin (Texas), le même jour que son fils et son frère à Euless. Accusés tous les deux d'avoir aidé le fugitif, ils ont été condamnés respectivement à 10 ans et à 12 ans de prison. Yaser a été condamné à la prison à vie sans possibilité de libération sur parole.